# Linia kolejowa Teplice v Čechách – Litvínov
Linia kolejowa Teplice v Čechách – Litvínov (Linia kolejowa nr 134 (Czechy)) – jednotorowa, regionalna i niezelektryfikowana linia kolejowa w Czechach. Łączy Teplice v Čechách i Litvínov. Przebiega w całości przez terytorium kraju usteckiego.